# Тейлемб, Луиджи
Луиджи Тейлемб (англ. Luigi Teilemb; 25 февраля 1992) — вануатский гребец. Выступал за национальную сборную Вануату по академической гребле в период 2013—2016 годов. Участник летних Олимпийских игр в Рио-де-Жанейро, трёх чемпионатов мира и нескольких этапов Кубка мира.

## Биография
Луиджи Тейлемб родился 25 февраля 1992 года. Серьёзно заниматься академической греблей начал в 2011 году, проходил подготовку в гребном клубе «Уаикато» в Гамильтоне, Новая Зеландия.
Дебютировал на взрослом международном уровне в сезоне 2013 года, когда вошёл в основной состав национальной сборной Вануату и побывал на чемпионате мира в Чхунджу, где стартовал в мужских парных двойках лёгкого веса.
В 2014 году в одиночках и двойках лёгкого веса выступал на этапе Кубка мира в Сиднее, заняв в одиночках шестое место, на молодёжном мировом первенстве в Варесе, на чемпионате Содружества в Шотландии и на взрослом чемпионате мира в Амстердаме.
В 2015 году участвовал в этапах Кубка мира в Бледе и Люцерне, вышел на старт мирового первенства в Эглебетт-ле-Лак, выступил на международной регате в Словении, теперь уже сконцентрировавшись исключительно на одиночках.
Вышел на старт этапа Кубка мира 2016 года в Познани. Благодаря череде удачных выступлений удостоился права защищать честь страны на летних Олимпийских играх в Рио-де-Жанейро — был включён в список участников Игр решением трёхсторонней комиссии. В зачёте мужских одиночек финишировал последним шестым на предварительном этапе, после чего в утешительном отборочном заезде показал третий результат и таким образом не смог квалифицироваться в четвертьфинал. В конечном счёте попал в финале E, где занял шестое место. В общем зачёте соревнований расположился на 30 строке.